# 大忠臣蔵 (1957年の映画)
『大忠臣蔵』（だいちゅうしんぐら）は、1957年（昭和32年）8月10日公開の日本映画である。松竹製作・配給。監督は大曾根辰夫。忠臣蔵映画としては2本目の総天然色であり、初めてのワイドスクリーン作品である。

## 概要
歌舞伎を支配してきた松竹が『仮名手本忠臣蔵』をもとに、「お軽勘平」のエピソードを盛り込んで製作。
当時の歌舞伎界からの出演が多い作品で、大石内蔵助に二代目市川猿之助（初代市川猿翁）、立花左近に八代目松本幸四郎（初代松本白鸚）、大石主税に若手の三代目市川團子（二代目市川猿翁）、矢頭右衛門七に同じく若手の六代目市川染五郎（二代目松本白鸚）を配した。初代と二代目の猿翁が内蔵助・主税親子を演じ、また初代と二代目の白鸚親子が共演した。女優陣でも山田五十鈴と嵯峨三智子の親子共演となり、当時の松竹ならではの豪華な顔ぶれとなった。
イーストマン・カラー、松竹グランドスコープ、155分。

## スタッフ
- 製作総指揮：城戸四郎
- 製作：白井和夫
- 監督：大曾根辰夫
- 脚本：井出雅人
- 撮影：石本秀雄
- 音楽：鈴木静一
- 美術：大角純一
- 編集：相良久

## キャスト
- 大石内蔵助：二代目市川猿之助（初代市川猿翁）
- 早野勘平：高田浩吉
- 立花左近：八代目松本幸四郎（初代松本白鸚） (特別出演)

- あぐり：有馬稲子
- おかる：高千穂ひづる
- 小浪：瑳峨三智子

- 吉良上野介：石黒達也
- おりん：伊吹友木子
- 仲居おせえ：関千恵子
- お梅：紫千代
- 一文字屋お才：沢村貞子
- 戸田局 : 小夜福子  （劇団民藝）
- 原惣右衛門：二代目市川小太夫
- 堀内傳右衛門：七代目嵐吉三郎
- 武林唯七：山路義人
- 千崎弥五郎：永田光男
- 不破数右衛門：戸上城太郎
- 岡野金右衛門：青山宏
- 小林平八郎：海江田譲二
- 鷺坂伴内：寺島貢
- 与市兵衛：野沢英一
- 一文字屋源太：桂小金治
- おかや：毛利菊枝
- 斧九太夫：香川良介

- お石：初代水谷八重子
- 戸無瀬：山田五十鈴

- 浅野内匠頭：北上弥太朗 (八代目嵐吉三郎)
- 片岡源五右衛門：名和宏
- 桃井若狭介：森美樹
- 矢間重太郎：小笠原省吾
- 寺坂平右衛門：近衛十四郎

- 加古川本蔵：六代目坂東蓑助（八代目坂東三津五郎）
- 大石主税：三代目市川團子（二代目市川猿翁）
- 矢頭右衛門七：六代目市川染五郎（二代目松本白鸚)　 (特別出演)

- 幇間伴八：伴淳三郎
- 清水一角：大木実

## 仮名手本忠臣蔵
後に『仮名手本忠臣蔵』と改題されて再公開されたことからもわかるように、歌舞伎の演目を映画化した作品で、中心になるのは三段目、四段目、五段目、六段目、七段目、九段目、十一段目である。さらに原作『仮名手本』にはない、大石東下りの三島宿での出会いの場面や南部坂の瑤泉院との雪の別れの場面が追加された。また『仮名手本』が実名の役を作らなかったのに対して、この作品では実名で知られている役はそのままとなっている。例えば大星由良之助や塩治判官は大石内蔵助と浅野内匠頭であり、逆に、松の廊下で刃傷後に吉良上野介とぶつかる脇坂淡路守は原作通りに桃井若狭之助、また浅野内匠頭を止めにかかるのも原作通り加古川本蔵となっている。なお寺坂吉右衛門は原作通りなら寺岡平右衛門だが、この映画では寺坂平右衛門となっている。大石東下りの三島宿での遭遇では立花左近を大石が名乗りそこへ本物が現れる筋立てが多いが、この映画では『仮名手本』原作にあるように、垣見五郎兵衛を語りそこへ垣見五郎兵衛をよく知る立花左近が現れるという筋立てとなっている。映画の展開は、おかると早野勘平の悲恋を主軸にした史実と虚構が入り混じるものであって、『仮名手本忠臣蔵』をベースに映画的リアリズムとの調和を志向している点がこの映画の特徴といえる。

## 再公開
1950年代半ばから60年代初め頃に映画界では忠臣蔵がブームとなり、毎年のように忠臣蔵が上映された。1954年に「忠臣蔵 花の巻・雪の巻」（松竹）、以下、1956年「赤穂浪士 天の巻 地の巻」（東映）、1957年「大忠臣蔵」(松竹)、1958年「忠臣蔵」（大映）、1959年「忠臣蔵 櫻花の巻・菊花の巻」（東映）、1961年「赤穂浪士」(東映)、1962年「忠臣蔵 花の巻・雪の巻（東宝版）と続き、東映は3本を製作、大映と東宝は1本、松竹は2本を製作した。時代劇王国と言われるほど隆盛する東映に対して、松竹の時代劇は衰退しつつも松竹の抱える歌舞伎俳優を中核に新劇やフリーの俳優を脇に固める形でのオールスターキャストを組んでいた。だが1961年に近衛十四郎が東映に移籍（高田浩吉もすでに移籍）。八代目松本幸四郎以下の歌舞伎俳優も大挙して東宝に移籍し、松竹時代劇は大きな打撃を受けた。1962年秋に忠臣蔵の上映を目指した松竹は、この「大忠臣蔵」を再編集し短縮した版を「仮名手本忠臣蔵」とし、併映する作品として四十七士の最期を描いた「義士始末記」を製作。二本立てで9月9日にリバイバル公開した。「義士始末記」の主演には新国劇から島田正吾を起用。岡田茉莉子、岩下志麻らが脇を固めた。1965年に松竹は、京都撮影所を閉鎖して時代劇の製作を縮小して、女優王国として独自の道を行くこととなった。